# Première épître de Jean
La Première épître de Jean est un livre du Nouveau Testament.

## Auteur, lieu et date de production
Le texte a été composé après l'évangile selon Jean dont il présuppose l'existence et la lecture. Celui-ci fut écrit à la fin du Ier siècle ce qui porte les chercheurs à proposer une datation incluse entre 100 et 110. L'identité de l'auteur n'est pas mentionnée mais il se présente comme un témoin direct :
« Ce que nous avons vu et entendu, nous vous l'annonçons, afin que vous aussi soyez en communion avec nous. »
Eusèbe de Césarée, dans son Histoire ecclésiastique, III, 24, considère que la première épître est de la plume de l'évangéliste : 
« Pour ce qui est des écrits de Jean, en dehors de l'Évangile, la première de ses épîtres est aussi reconnue par nos contemporains et par les anciens comme hors de toute contestation ; les deux autres sont discutées. »
La tradition a proposé des attributions à Jean le Zébédaïde, à Jean le Presbytre ou encore à l'« Ancien ».
La recherche contemporaine tend quant à elle à y voir un travail de l'école johannique plutôt que d'une personne particulière. Le lieu de production est vraisemblablement en Asie mineure, possiblement du côté d'Éphèse.

## Résumé
Le chapitre 1 exhorte les saints à entrer en communion avec Dieu.
Le chapitre 2 souligne que les saints connaissent Dieu par l'obéissance et leur recommande de ne pas aimer le monde.
Le chapitre 3 appelle tous les hommes à devenir enfants de Dieu et à s'aimer les uns les autres.
Le chapitre 4 explique que Dieu est amour et demeure en ceux qui l'aiment.
Le chapitre 5 explique que les saints naissent de Dieu par la foi au Christ.